# Gerolamo Ramorino
Gerolamo Ramorino, né à Gênes le 8 avril 1792 et mort le 22 mai 1849, fils du maréchal Lannes, est un militaire italien qui a participé à plusieurs combats pour la liberté dans la première moitié du XIXe siècle.

## Biographie

### Jeunesse et formation (1792-1815)
Gerolamo Ramorino est admis à l'école militaire de Saint-Cyr, et en sort en 1809 avec le grade de capitaine.
L'extrait de la condamnation à mort de Ramorino, décidée à Turin, par la cour de cassation du royaume, le 22 mai 1849, parue dans le journal français la « Gazette des Tribunaux »  indique que Romarino est le fils de Don Jean, natif de Gênes.
En 1812, Ramorino, participe à la campagne de Russie.

### Années 1815-1830
Après la bataille de Waterloo (18 juin 1815), il quitte la France et combat pour les idées démocratiques du carbonarisme.

### Insurrection polonaise de 1830-1831
Durant l'insurrection du royaume de Pologne contre le tsar et roi de Pologne Nicolas 1er, il s'engage au service des insurgés, arrivant à Varsovie en mars 1831. Le « gouvernement national polonais » dirigé par Adam Czartoryski lui confie le commandement d'un corps d'armée. Il participe à de nombreuses batailles contre l'armée russe et se distingue par sa bravoure, qui coûte aux Russes  6 000 tués ou blessés, 12 canons, des caissons de munitions, des fusils, des drapeaux et 6 000 prisonniers
Ramorino cesse de combattre quelques jours après la prise de Varsovie ; il emmène son corps dans l'empire d'Autriche et met bas les armes en Galicie, après des combats près de Józefów, le 17 septembre. Le 20 septembre, les Russes imposent une reddition sans condition.
En Autriche, les troupes polonaises sont désarmées, le matériel militaire livré à la Russie, mais après une période d'internement de plusieurs semaines elles ont la possibilité de quitter l'Autriche (ou pour ceux d'autres corps, la Prusse) pour gagner des pays d'Europe occidentale (France, Belgique ou Royaume-Uni).
Comme des milliers de ses compatriotes, le général Ramorino se refugie en France. Il arrive début décembre 1831 à Strasbourg, où
il reçoit, avec ses compagnons Langermann et Sznayde, un accueil enthousiaste. Peu après, à Paris, une manifestation a lieu en son honneur, connue notamment en raison d'une évocation dans la correspondance de Frédéric Chopin.

### Un complot italo - polonais en 1834
Il participe à l'invasion de la Savoie décidée par Giuseppe Mazzini, en 1834, après l'échec duquel il s'installe à Paris. Après l'armistice de Salasco, il offre sa collaboration à l'armée de Savoie et passe sous le commandement du général Wojciech Chrzanowski.
Ce projet d'invasion résulte d'un complot de révolutionnaires d'Allemagne, d'un groupe d'italiens menés par le révolutionnaire Mazzini (créateur du mouvement Giovine Italia) et de polonais chassés du royaume de Pologne par la défaite de 1831, dont un certain Grabski, qui sont tous des réfugiés en Suisse et se retrouvent à Genève pour déclencher une insurrection dans le Piémont et en Savoie, dans le but de renverser le roi Charles - Albert de Sardaigne. Après avoir débarqué sur l'autre rive du lac Léman dans un désordre complet, la funambulesque " légion Européenne " qui avait repris les armes confisquées le jour précédent par la police Suisse, atteignait Annemasse, le 2 février. Après quelques pillages, l'armée est passée en revue par le " général " Ramorino, en grand uniforme à Ville la Grande. Pendant que la troupe prenait la route du Mont Blanc, le chef Ramorino fuyait discrètement à Genève avec ses bagages. Le sénat de Chambéry condamne par contumace Ramorino et une douzaine de savoyards à une amende et à la peine capitale. Hans Harring après une vie errante de révolutionnaire finit sa vie à Londres, en s'empoisonnant en 1870 .

### Années 1834-1848
Il s'établit à Paris.

### Campagne d'Italie et mort (1848-1849)
En 1848, il rentre en Italie, et l'année suivante, devient général dans l'armée piémontaise.
Au cours d'une des opérations, il reçoit l'ordre de bloquer le passage des forces autrichiennes sur la rivière Gravellone, . Peut-être en raison de l'imprécision des ordres, il se place sur la droite du Pô pour attirer les ennemis à Voghera.
Pour cela il est considéré comme un traître et on lui attribue la responsabilité de la défaite de Novare. Jugé, malgré la défense de son avocat Angelo Brofferio, il est condamné à mort par la cour martiale et fusillé le 22 mai 1849.